# Heilig-Geist-Viertel

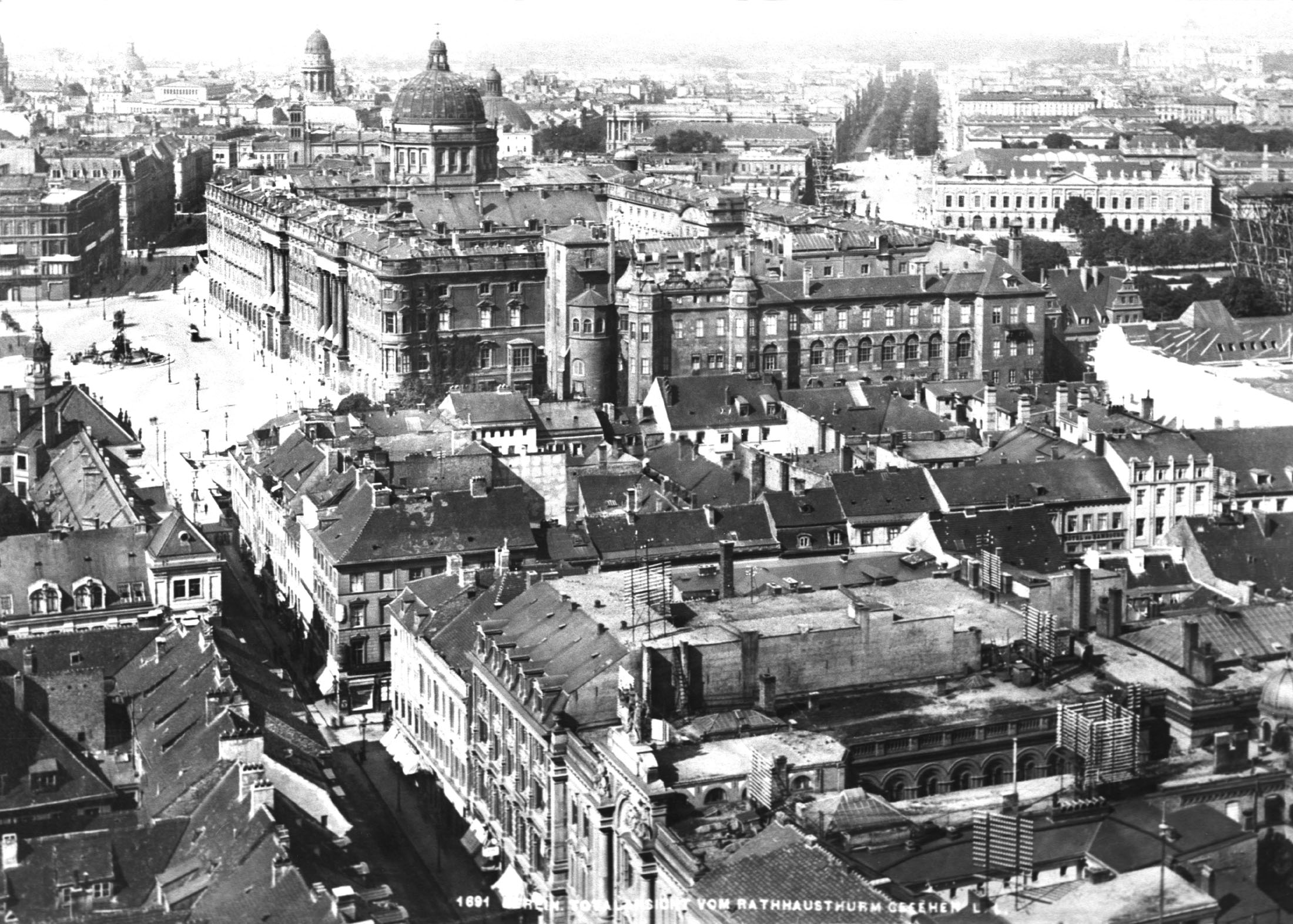
Luchtfoto van het Heilig-Geist-Viertel uit 1891, op de achtergrond het Berliner Stadtschloss

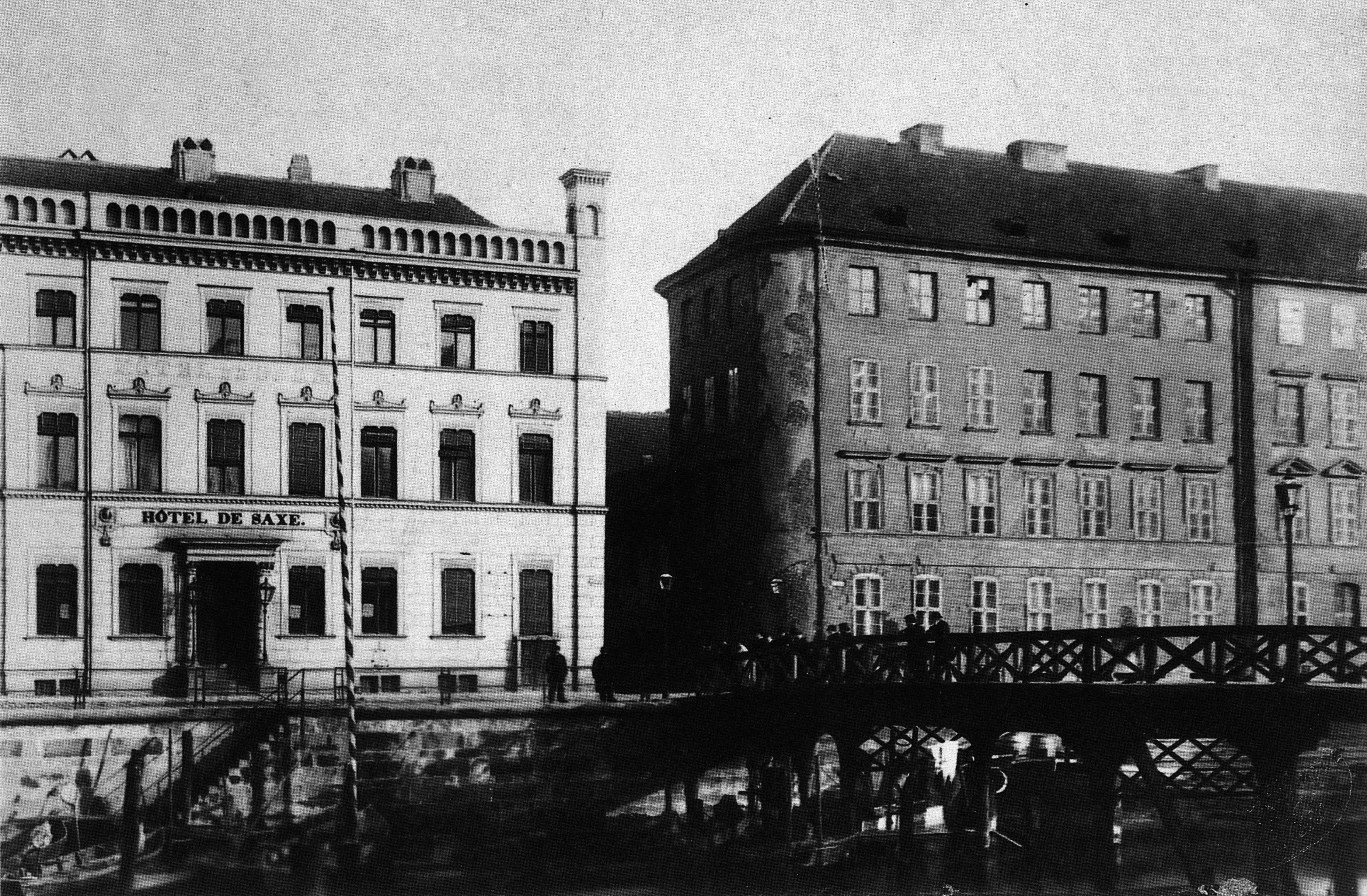
Zicht van de Spree op het Heilig-Geist-Viertel rond 1875, met de "Sechserbrücke" op de voorgrond

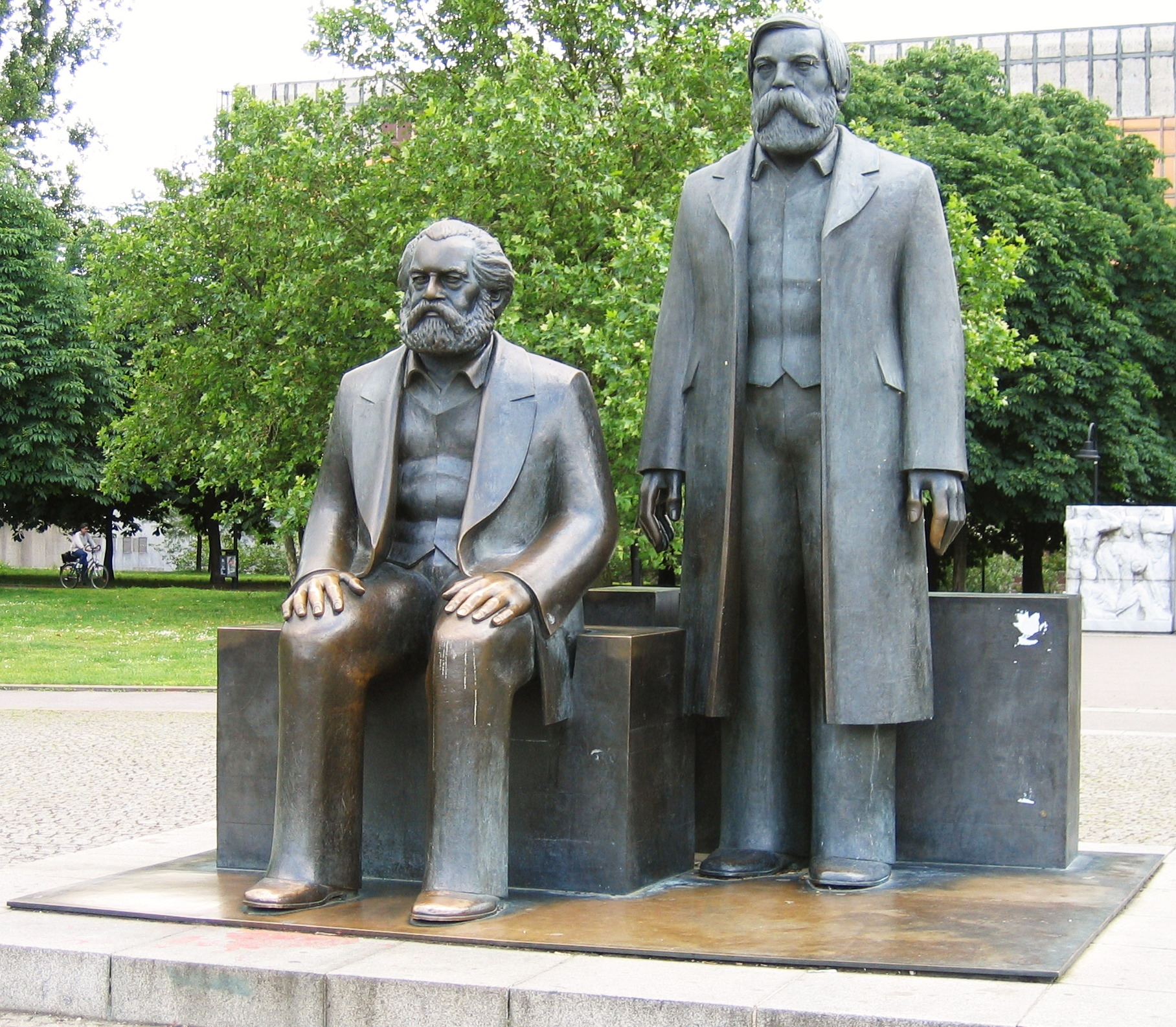
Monument voor Karl Marx en Friedrich Engels

Het Heilig-Geist-Viertel lag vroeger in de dichtbevolkte historische stadskern van
Alt-Berlin, in het gebied begrensd door de oostelijke Spree-oever en de Spandauer Straße, de Stadtbahn in het noorden en de Rathausstraße in het zuiden, in het huidige district Berlin-Mitte.
De geschiedenis van het Heilig-Geist-Viertel gaat terug tot de tijd van de stichting van de stad rond 1250, toen de St. Marienkirche in het nabije Marienviertel al vermeld werd in oorkonden. In die periode werd de stad noordwaarts uitgebreid tot aan de Burgstraße (thans Karl-Liebknecht-Straße) en kort nadien omgeven door een stadsmuur. In de late middeleeuwen bestond Berlijn uit de vier stadsbuurten: Marienviertel, Heilig-Geist-Viertel, Nikolaiviertel en Klosterviertel.

## Straten en beroemdheden in het Heilig-Geist-Viertel
- Burgstraße (thans Karl-Liebknecht-Straße), hier bevond zich het hotel "Koning van Portugal"
- Neue Friedrichstraße
- St.-Wolfgang-Straße
- Heiligegeistgasse, Paul Heyse werd hier geboren.
- Heiligegeiststraße
- Kleine Poststraße
- Königstraße
- Spandauer Straße, hier werkte Moses Mendelssohn.

Thans bevindt zich hier het "Marx-Engels-Forum" tussen de Spandauer Straße, Karl-Liebknecht-Straße en Rathausstraße, ten oosten van de Spree.